# Черница (Золочевский район)
Черница (укр. Черниця) — село в Подкаменской поселковой общине Золочевского района Львовской области Украины, расположено в 18 км к западу от Подкаменя, на реке Иква, в Золочевских горах, являющихся водоразделом между Балтийским и Чёрным морями.

## История
С 1918 по 1939 село входило в Тарнопольское воеводство Польши.
Село известно как место базирования и активных действий УПА в 1943—1950 г.г. В 1944 г. население составляло около 2500 человек.
В 1944 году в этой местности велись активные боевые действия с участием РККА, дивизии СС «Галичина» и УПА (см. Бродовский котёл). Бытует украинский афоризм: «Боратин-Черниця — бандерівска столиця».
Тут провёл последние 17 лет жизни генерал Галицкой армии Мирон Тарнавский.

## Достопримечательности
В 1820 году в селе был построен классический дворец с парком 9 га, принадлежавший Тадеушу Ковнацкому. Снесён после Первой мировой войны из-за полученных повреждений.

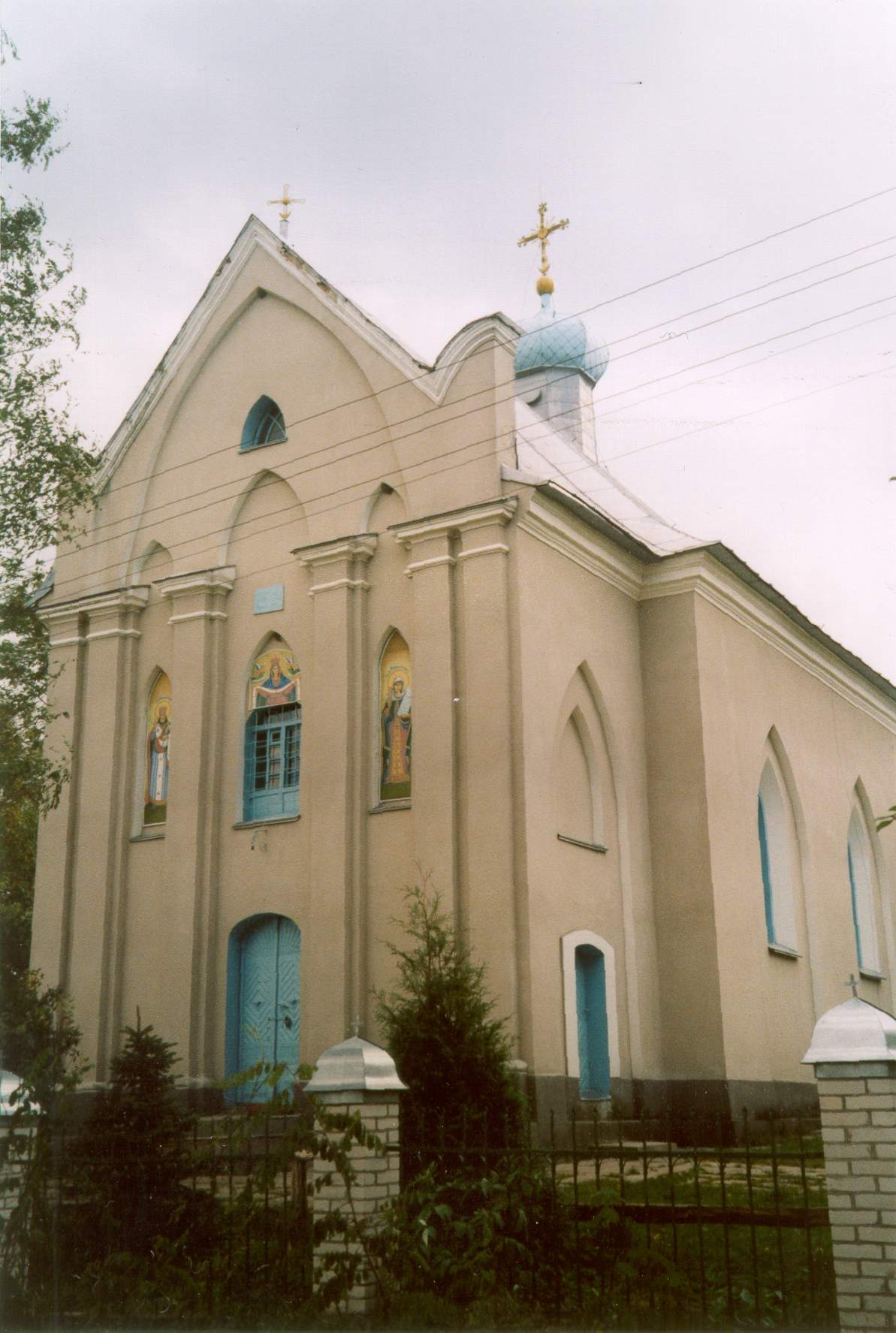
Церковь Св. Параскевы в Чернице

До сегодняшннего дня сохранилась неоготическая церковь Святой Великомученицы Параскевы, построенная в 1816—1830. Её иконостас сочетает в себе элементы готики и классики.
В селе был также римско-католический приход, обслуживавший соседние деревни. Римско-католическая церковь разрушена советским снарядом прямой наводкой в 1944 году, и с тех пор стоит в состоянии руин.

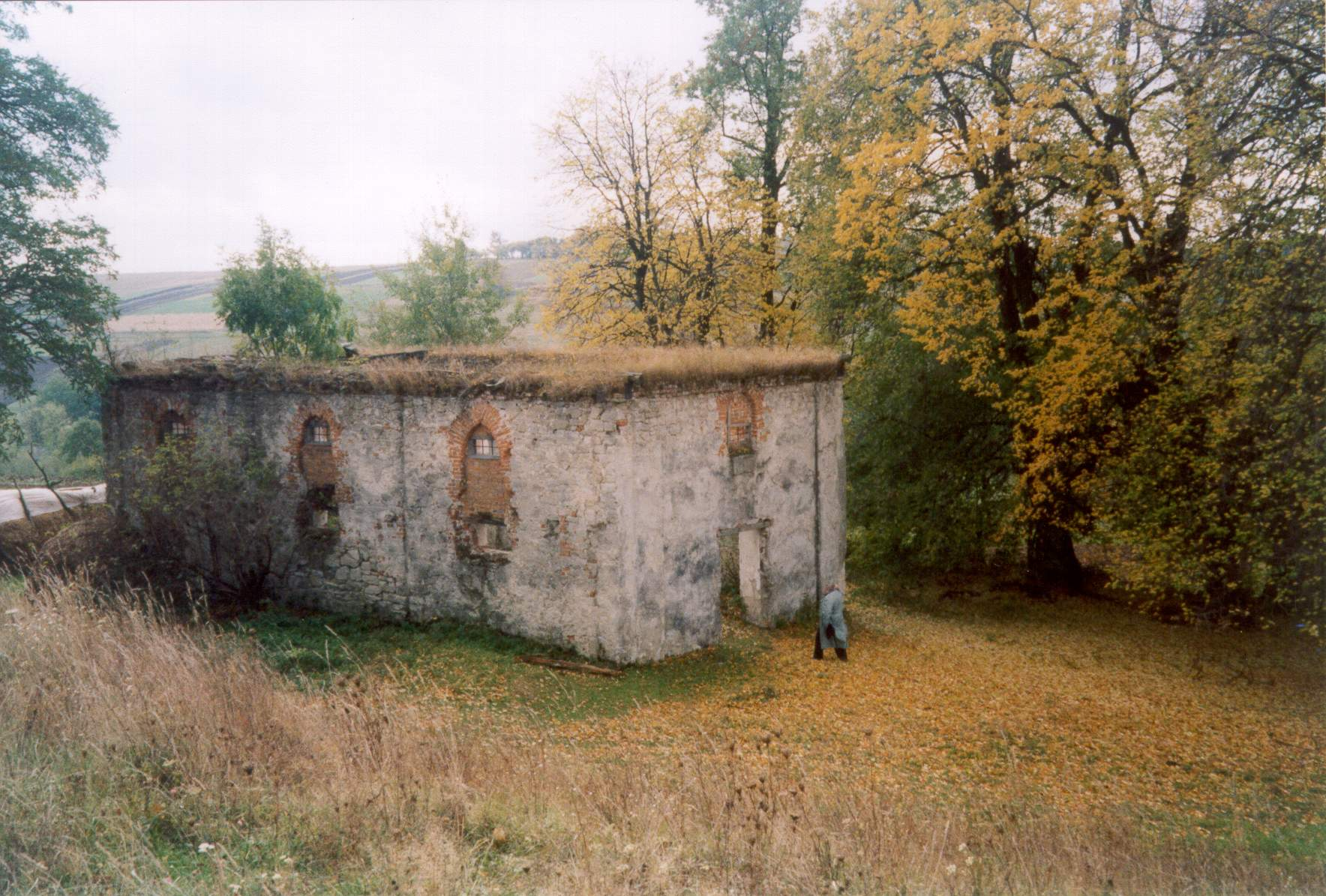
Руины римско-католической церкви